# Rejtan, czyli raport ambasadora

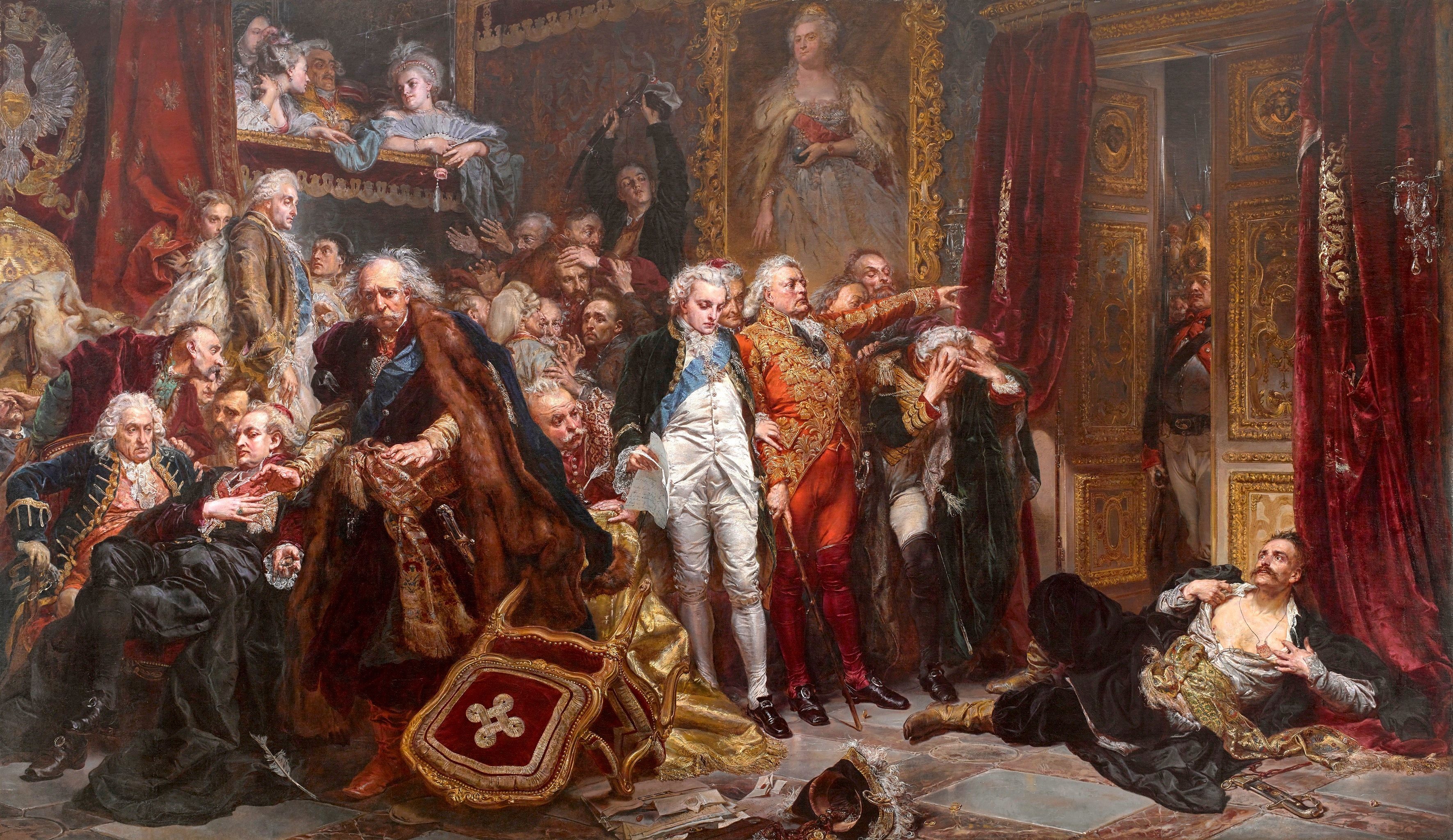
„Rejtan” J. Matejki, na którym opiera się tekst Kaczmarskiego

„Rejtan, czyli raport ambasadora” – piosenka Jacka Kaczmarskiego, powstała w 1980 (album Muzeum) i wykonywana m.in. na I Przeglądzie Piosenki Prawdziwej w Hali Olivia w Gdańsku w 1981. Utwór ma 15 zwrotek o układzie rymów (często niedokładnych) abab.
Według Krzysztofa Gajdy (znawcy twórczości Kaczmarskiego) w utworze dominuje komizm uzyskany za sprawą języka poetyckiego, mimo że diagnoza społeczna płynąca z dzieła nie jest optymistyczna. Kaczmarski opisując obraz Rejtan autorstwa Jana Matejki, czyni narratorem rosyjskiego dyplomatę siedzącego w loży i z góry obserwującego scenę zablokowania przez Tadeusza Reytana drzwi wyjściowych z Sejmu Rozbiorowego (scena ta rozegrała się 21 kwietnia 1773 w trzecim, decydującym dniu obrad tego sejmu). Dyplomata rosyjski, obserwując dynamiczną scenę poniżej z pozycji hegemona i przedstawiciela cara odbiera jej dramatyczny, patriotyczny wydźwięk, z tragedii przekształcając ją w farsę. Reytanowska poza nabiera cech gimnastycznych i traci na znaczeniu. Sam dyplomata, blisko związany z jedną z dwóch dam, z którymi siedzi w loży, jest zdystansowany i chętnie używa francuskich zwrotów opisując kolejne postacie w sposób, jakby raportował wydarzenia carycy na Kremlu. W tekście polskie słowa wymawiane są też z rosyjskimi naleciałościami, co uzmysławia splątanie historii Polski i Rosji. Podobny zabieg artysta zastosował w piosence Encore, jeszcze raz.
Utwór, jak i cały album Muzeum, powstał w oparciu o wybrane, ważne dzieła polskiego malarstwa historycznego. Intencją twórców było umieszczenie polskich doświadczeń okresu zrywu solidarnościowego w perspektywie historycznej w ten sposób, by odbiorca zrozumiał, że jest świadkiem całego procesu, a nie tylko wyjątkowego, odseparowanego historycznie wydarzenia. Kaczmarski zaznaczał, że reprodukcje Matejkowego Rejtana były w czasach PRL obecne w niemal wszystkich szkołach, ale były traktowane jako dekoracja niewykorzystywana do refleksji nad stanem kraju i analogią stosunku Polski i Rosji w czasach stanisławowskich i PRL. W czasie koncertów kilkakrotnie dedykował utwór posłom Sejmu PRL. Cenzura Polski Ludowej zakazała rozpowszechniania utworu, być może na żądanie radzieckiej ambasady w Warszawie.